# Présentisme
Ne doit pas être confondu avec Présentéisme.
En philosophie du temps, le présentisme est la théorie métaphysique selon laquelle seul le présent existe, contrairement au passé et au futur qui n'existent pas. Cette théorie s'oppose directement à l'éternalisme, théorie selon laquelle le passé, le présent et le futur coexistent ensemble.

## Origine du terme
Le terme est utilisé pour la première fois dans les années 1920 : tout d'abord en 1921 par l'artiste Raoul Haussmann, du mouvement Dada, dans la revue De Stijl. En 1924, le philosophe français Frédéric Paulhan y recourt lui aussi,.

## Question de l'existence du passé et du futur
En métaphysique du temps, le « présentisme » s'oppose à l'éternalisme, suivant lequel ce qui est passé et futur existe tout autant que ce qui est présent – l'ensemble étant coexistant – et se distingue du possibilisme, pour lequel seuls le présent et le passé existent, le futur n'étant quant à lui qu'une possibilité de réalisation.
Le présentisme n'établit l'existence que du présent : le passé n'existant plus et le futur n'existant pas encore, aucun d'eux n'a d'existence. Le monde s'y déploie uniquement dans un espace à trois dimensions au sein duquel il évolue en continu. Dans cet espace, les faits à venir n'existent pas mais ils se produisent au fur et à mesure que le temps s'écoule, constituant ainsi de nouvelles versions du monde. Ces versions s'empilent pour construire l'espace-temps, qui n'existe pas non plus en tant que tel. Les versions passées du monde n'existent pas davantage. Seul le monde tel qu'il se trouve à l'instant présent existe vraiment. Le passé et le futur n'ont d'existence, tout au plus, que conceptuelle, en tant que représentation de ce qui a été ou sera.
Les présentistes, tels qu'Arthur Prior ou Ned Markosian, tendent à identifier le passé et le futur à des caractéristiques psychologiques comme les souvenirs ou les prédictions, ou bien à des formes de non-être. Ils ne conçoivent l'existence que dans l'instant présent, dans l'instantanéité de ce qui sépare ce que nous considérons être le passé et le futur. Ils envisagent les choses comme des « substances » ou des objets qui existent en entier à tous les instants présents du temps, et qui possèdent uniquement des parties spatiales. Ils excluent donc de les concevoir comme des processus spatiotemporels. L'image traditionnelle donnée à cette conception du temps date d'Héraclite et consiste en une analogie avec le cours d'un fleuve où l'eau est incessamment renouvelée pour le spectateur ou le baigneur immobile.

## Présentisme et relativité
Le présentisme est compatible avec la relativité galiléenne, selon laquelle le temps est indépendant de l'espace. Dans le cas de la théorie de la relativité restreinte, étant donné qu'il n'y a plus de simultanéité, le présentisme devient une théorie locale. En chaque point de l'espace, les évènements se succèdent selon le temps propre, mais ce qui apparait comme passé ou futur dépend du référentiel.
Ces effets sont imperceptibles dans notre expérience quotidienne, parce que les objets ont une vitesse faible par rapport à celle de la lumière. Mais en théorie, un vaisseau spatial habité par des humains qui passerait à grande vitesse à côté de la Terre ne verrait pas la même chronologie que les humains restés sur la surface.

## Les différentes approches

### Philosophie
Saint Augustin concevait le présent comme une arête en lame de couteau entre le passé et le futur, ne pouvant contenir une quantité étendue de temps. Cela semble évident puisque, si le présent est étendu, il doit avoir différentes parties - mais celles-ci doivent être simultanées si elles sont vraiment des parties du présent. D'après les premiers philosophes du temps, le présent ne peut pas être à la fois passé et simultanément présent, donc il n'est pas étendu.
D'autres philosophes s'opposent toutefois à cette conception instantanéiste du temps, mettant en avant la durée (Bergson) ou l'étendue dans le temps de la conscience. Ainsi, William James proposait que le temps soit « la courte durée durant laquelle nous sommes immédiatement et incessamment sensibles ».[réf. nécessaire]

### Sociologie
Le présentisme en sociologie est l'explication d'un contenu théorique passé à la lumière des enjeux présents, c'est-à-dire une sur-interprétation des débats du passé en fonction des enjeux du présent ; c'est une erreur de méthode car c'est nier les conditions d'énonciation de cette théorie. Par exemple, l'opposition entre Émile Durkheim et Max Weber a été construite a posteriori dans le cadre du débat entre déterminisme social et individualisme méthodologique, ce qui a conduit à nier les points de convergence entre ces deux auteurs, comme le comparatisme, l'interprétation de la progression de l'individualisme en tant que valeur, etc.
C'est aussi la critique qui peut-être faite à Raymond Boudon lorsqu'il reprend les grands sociologues pour montrer qu'ils s'inscrivaient dans une démarche d'individualisme méthodologique, en particulier pour Marx (dans sa démonstration de la baisse tendancielle du taux de profit).

### Histoire
Les expériences du temps varient selon les époques et les civilisations. Chacune d'elles établit des liens particuliers entre passé, présent et futur. En comparant les manières d'articuler ces temporalités, l'historien François Hartog met en évidence divers « régimes d'historicité ». Il estime que, durant les deux dernières décennies du XXe siècle, le passé tend à s'incruster dans le présent, notamment sous la forme du devoir de mémoire, des lieux de mémoire, des commémorations de tous types… Selon lui, le présentisme se caractérise par « une obsession du temps présent » qui, « au moment où il se fait, désire se regarder comme historique ».